# Trent (bande dessinée)
Pour les articles homonymes, voir Trent.
Trent est une série de bande dessinée de western écrite par le Français Rodolphe et dessinée par le Franco-brésilien Leo (qui signe les couleurs avec  Marie-Paule Alluard) dont les huit volumes ont été publiés de 1991 à 2000 par Dargaud.

## Synopsis
Il s'agit d'une série de western, dont l’intrigue se déroule dans le grand Nord canadien. Le sergent Philip Trent travaille dans la police montée canadienne. D'un caractère taciturne, c'est un solitaire qui parle peu. Le lecteur sait très peu de chose de lui et de son passé qui apparaît parfois en flash back au cours des différents albums.

## Albums
- Trent, Dargaud :

1. L’Homme mort (1991) ;
2. Le Kid (1992) ;
3. Quand s’allument les lampes… (1993) ;
4. La Vallée de la peur (1995) ;
5. Wild Bill (1996) ;
6. Le Pays sans soleil (1998) ;
7. Miss (1999)[1] ;
8. Petit Trent (2000).